# 戴维·坎特
戴维·坎特（1944年1月5日—）是一位環境心理學家，萨里大学教授，主要作品有入选牛津通识读本的《法医心理学》（Forensic Psychology）等，还创办了《環境心理學期刊》（Journal of Environmental Psychology）。